# Susana Lanteri
Susana Lanteri (Buenos Aires, 8 de enero de 1935-Buenos Aires, 5 de septiembre de 2021) fue una actriz argentina de cine, teatro y televisión.

## Cine
- 1971: Argentino hasta la muerte
- 1971: Juguemos en el mundo
- 1974. Los traidores, como Amanda/Paloma
- 1974: Los golpes bajos
- 1977: La muerte de Sebastián Arache y su pobre entierro (doblaje)
- 1974: La vuelta de Martín Fierro
- 1980: La conquista del paraíso
- 1985: Contar hasta diez
- 2002: Assassination Tango, como la esposa del general
- 2004: Diarios de motocicleta, como Tía Rosana
- 2004: Cama adentro, como Memé
- 2013: Matrimonio, como Antonia

## Teatro
- 1963: Andorra.[3]
- 1968: Es la mentira.
- 1969: Todo en el jardín.
- 1970: La agonía de Bill Maitland.
- 1971: Las visitas.
- 1972: El balcón.
- 1973: Casa de muñecas
- 1974: Hedda Gabler.
- 1976: Equus.
- 1981/1982: La malasangre
- 1988: Saverio el cruel.
- 1998: Chiquititas.
- 2000: Ojos de tinta.
- 2004: Secretos de amor de Ophelia (voz en off).
- 2005: Las troyanas.
- 2006: Hamelín.
- 2007/2008: Los monstruos sagrados.
- 2007/2009: Apenas el fin del mundo.
- 2010: De casas y melancolías (ciclo Feria del Libro Teatral).
- 2011: Ceremonia secreta.
- 2012: Yerma.
- 2016: La herencia de Eszter.

## Televisión
- 1969-1971: Cosa juzgada
- 1970-1972: Las grandes novelas
- 1973: Alta comedia
- 1976: El teatro de Jorge Salcedo
- 1979: Profesión, ama de casa
- 1980: Señorita Andrea, como Clara
- 1980: Rosa de lejos, como Araceli
- 1981: Dios se lo pague, como Fanny
- 1981: Señorita Andrea, como mamá de Andrea
- 1981-1982: Los especiales de ATC
- 1983: Amar al salvaje, como Marcela
- 1983: El teatro de Irma Roy
- 1984-1985: La señora Ordóñez
- 1985: María de nadie, como Olga
- 1985: Bárbara Narváez
- 1987: Tu mundo y el mío
- 1987: Ficciones
- 1988: Contracara
- 1989: Hombres de ley
- 1990: Atreverse
- 1991: Estado civil
- 1991-1992: Cosecharás tu siembra, como Sofía Ucello de Spadaro
- 1993: Apasionada, como Etelvina
- 1993-1995: Gerente de familia
- 1996: Alta comedia
- 1997-1998: Chiquititas, como Elena Krüegger
- 1999: El hombre, como Inés Zabala[4]
- 2001: El sodero de mi vida
- 2001: Encuentros, como Mariquita Sánchez de Thompson
- 2002: Franco Buenaventura, el profe, como Felicitas González Mercante
- 2003: Rincón de Luz, como Victoria del Solar
- 2004: Historias de sexo de gente común
- 2004: Padre Coraje, como la Señora de Olmos Rey
- 2006: Mujeres asesinas
- 2006: El tiempo no para, como María Rosa Borda
- 2008: Mujeres de nadie, como Pocha
- 2009: Champs 12
- 2009: Mitos, crónicas del amor descartable
- 2011: Tiempo de pensar
- 2013: Farsantes
- 2014: El legado